# Aletris capitata
Aletris capitata är en enhjärtbladig växtart som beskrevs av Fa Tsuan Wang och Tang. Aletris capitata ingår i släktet Aletris och familjen myrliljeväxter. Inga underarter finns listade i Catalogue of Life.